# Sentinel Bridge
Le Sentinel Bridge est un pont en arc dans le comté de Mariposa, en Californie, dans le sud-ouest des États-Unis. Construit en 1994, ce pont routier franchit la Merced dans la vallée de Yosemite, au cœur du parc national de Yosemite. Il remplace une succession de plusieurs ouvrages d'art traversant la rivière à cet endroit depuis 1859.